# Región económica de Siberia Occidental
La región económica de Siberia Occidental (ruso: За́падно-Сиби́рский экономи́ческий райо́н; tr.: Západno-Sibirski ekonomícheski rayón) es una de las doce regiones económicas de Rusia.
Esta región consiste en un vasto territorio llano y pantanoso, poco poblado en el norte y montañoso en el sur. Está cogiendo importancia económica debido a sus recursos naturales: petróleo, carbón, madera y agua. Hay grandes campos petrolíferos en el óblast de Tiumén, y la mayor refinería de Rusia está en Omsk. La cuenca de Kuznetsk, alrededor de Kémerovo y Novokuznetsk es un centro de la minería del carbón, además de producir hierro, acero, maquinaria y productos químicos. La tala de árboles es una industria notable en toda la región. Las centrales hidroeléctricas represan los ríos Obi cerca de Novosibirsk y en Kamen-na-Obí.
La red navegable fluvial del Obi y del Irtish cubre casi toda la región, y la parte meridional es atravesada por el ferrocarril Transiberiano, el Sursiberiano y el ferrocarril Turquestán–Siberia
Los productos agrícolas más producidos en la región son el trigo, el arroz, la avena y la remolacha azucarera. También existe la cría de ganado.
Tiene una superficie de 2.427.200 km², con un población aproximada de 15.108.000 hab. (densidad 6,2 hab./km²), de los cuales el 71 % es población urbana.

## Composición
- Krai de Altái
- República de Altái
- Óblast de Kémerovo
- Ókrug autónomo de Janti-Mansí
- Óblast de Novosibirsk
- Óblast de Tomsk
- Óblast de Tiumén
- Ókrug autónomo de Yamalia

## Indicadores socioeconómicos
Las estadísticas oficiales económicas dan un perfil positivo de la región. No solo el PIB es alto dada su población, sino que el PIB per cápita está una mitad por encima de la media rusa, lo que refleja la productividad industrial. En relación con esto, los salarios están un tercio por encima de la media nacional. Aun así, la posibilidad de ser pagado íntegramente está un 14 % por debajo del nivel nacional. La economía regional depende relativamente poco de empresas estatales, y al nivel de la media en empleos del nuevo sector privado.
Los niveles de bienestar social están en la media nacional en términos de esperanza de vida para hombres y mujeres, así como la proporción de estudiantes en educación superior. Sin embargo la actitud de la gente respecto a las expectativas de mejora en sus vidas, así como su visión negativa de la economía nacional, dibujan un horizonte negativo de esta región de Siberia.